# Усть-Іониш
Усть-Іони́ш (рос. Усть-Ионыш) — село (колишнє селище) у складі Чаришського району Алтайського краю, Росія.

## Населення
Населення — 5 осіб (2010; 5 у 2002).
Національний склад (станом на 2002 рік):
- росіяни — 100 %